# يانغ مي غيونغ
يانغ مي كيونغ (25 يوليو 1961) ممثلة كورية . إشتهرت بدور الوصيفه هان في مسلسل جوهرة القصر، واخر الأعمال التي ظهرت بها بمسلسل سر الرجل لعام 2020.

## روابط خارجية
- Yang Mi-kyung Fan Cafe at Daum
- Yang Mi-kyung في هانسينما
- Yang Mi-kyung على قاعدة بيانات الأفلام الكورية
- يانغ مي غيونغ على موقع IMDb (الإنجليزية)
- يانغ مي غيونغ على موقع قاعدة بيانات الفيلم (الإنجليزية)